# ماریوس دونک
ماریوس دونک (انگلیسی: Marius Duhnke؛ زادهٔ ۲۰ ژوئیهٔ ۱۹۹۳) بازیکن فوتبال اهل آلمان است.
از باشگاه‌هایی که در آن بازی کرده‌است می‌توان به باشگاه فوتبال بایرن مونیخ ۲ اشاره کرد.